# Arno Nicolaï

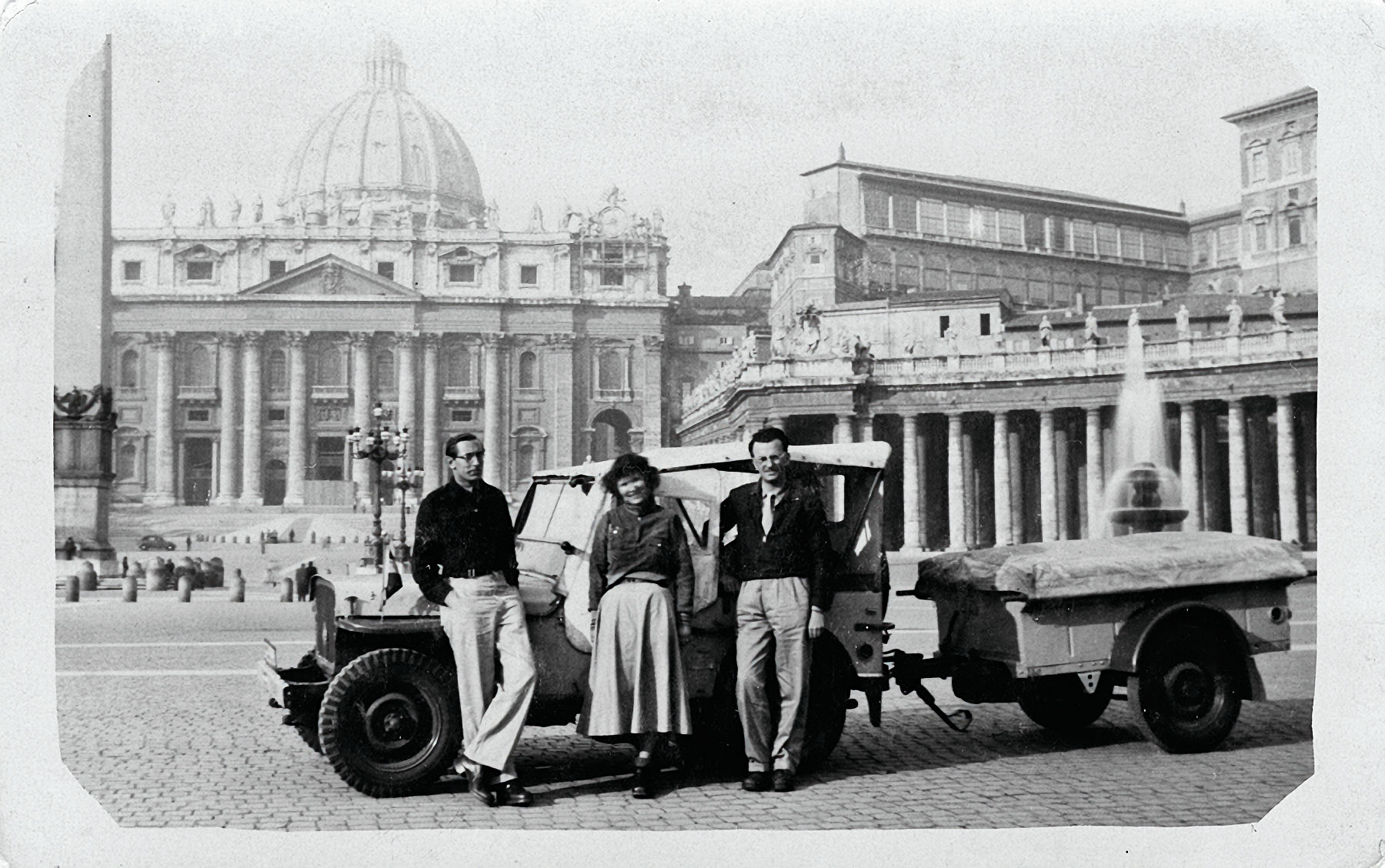
Jaap Schipper, Cora Chaillet en Arno Nicolaï in Rome (1948-49)

Adrianus Carolus (Arno) Nicolaï (Breda, 5 november 1914 – Emmen, 14 november 2001), ook wel A.C. Nicolaï genoemd, was een Nederlandse architect en stedenbouwkundige, die was gespecialiseerd in sociale woningbouw.

## Levensloop

#### Jonge jaren
Nicolaï werd geboren als zoon van een verzekeringsinspecteur en groeide op in Apeldoorn, Hilversum, Haarlem en Zeist. Hij volgde de HBS en de MTS in Utrecht en kreeg daarna werk bij een architectenbureau in Zeist. In 1938 bestudeerde hij met vrienden van de MTS in Italië de klassieke bouwkunst en in Duitsland en Zwitserland moderne architectuur. Een jaar later werd hij tekenaar en opzichter bij het architectenbureau Zanstra, Giesen en Sijmons in Amsterdam, waar hij van 1940 tot 1944 het Hooger Bouwkunst Onderricht volgde. Hij kreeg woonruimte in het huis van Lotte Stam-Beese, met wie hij gedurende zijn hele leven bevriend zou blijven. In 1943 werkten ze samen aan de verbouwing en uitbreiding van de Werkplaats Kindergemeenschap van Kees Boeke in Bilthoven.

#### Na de oorlog

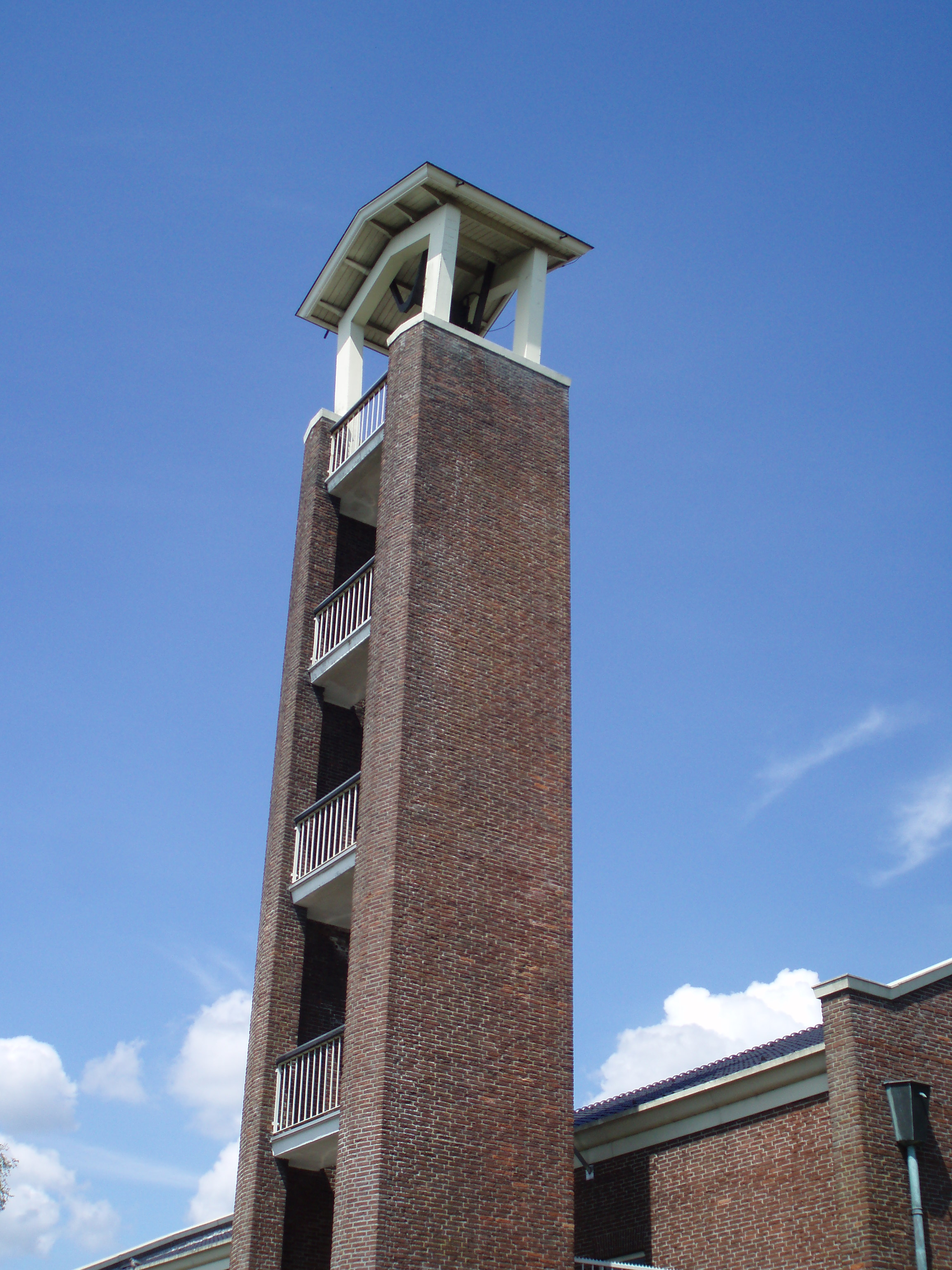
De toren van de Gereformeerde kerk in Schoonebeek (1949) in 2008

Nicolaï trouwde in 1946 met Cora Chaillet (1919-1975), zowel een studiegenote als een collega bij Zanstra, Giesen en Sijmons. Chaillets vader was directeur bij de Nederlandse Aardolie Maatschappij (NAM) en via hem kreeg Nicolaï werk in Drenthe, waar de NAM in Schoonebeek personeelswoningen nodig had. Het paar vestigde zich voorlopig in een zomerhuisje in Denekamp. Eveneens in 1946 kreeg Nicolaï voor zijn ontwerp van een (nooit uitgevoerd) religieus centrum de zilveren medaille van de Prix de Rome. Samen met de winnaar van de gouden medaille, Jaap Schipper, maakten Nicolaï en zijn vrouw een reis van ruim vijf maanden door Frankrijk, Italië, Spanje en Noord-Afrika. Na terugkeer ging het echtpaar in Oldenzaal wonen, waar Nicolaï een eigen architectenbureau begon, al bleef hij op contractbasis ook voor de NAM werkzaam.

#### Periode in Emmen

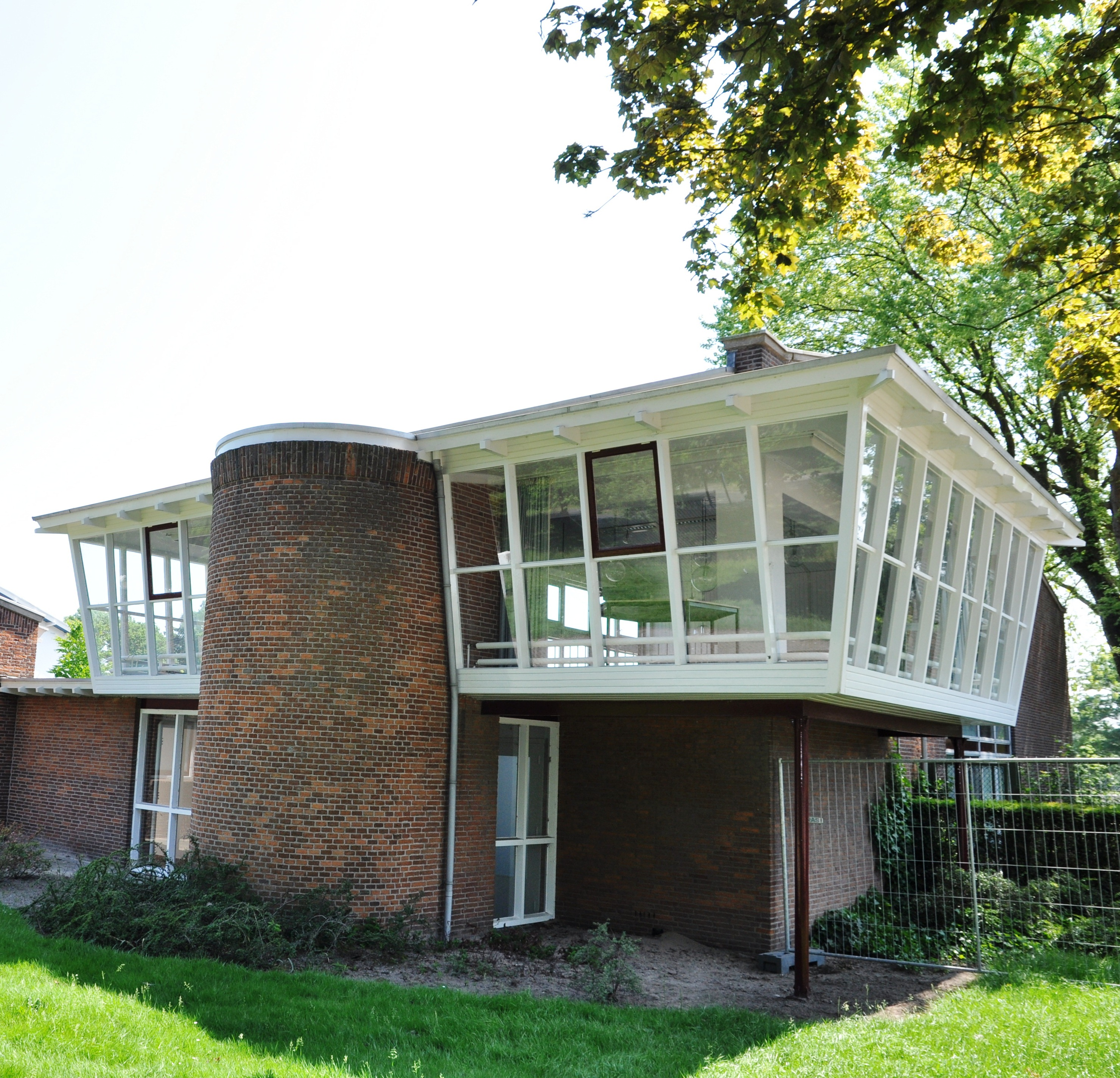
Ontspanningscentrum De Boô (1951) te Schoonebeek in 2012

In 1949 verhuisden Nicolaï en zijn vrouw naar Emmen, waar het paar in 1958 een gezamenlijk ontworpen praktijkwoning aan de Angelsloërdijk 14 betrok. Nicolaï zou tot 1983 als architect in Emmen werkzaam blijven. In deze periode ontwierp hij, vaak in samenwerking met zijn vrouw, in heel Nederland gebouwen. Tot zijn werken behoren het Ontspanningscentrum De Boô (1951) in Schoonebeek, de U.T.S. Hendrick de Keyzerschool (1954) in Amsterdam, de Academie voor Kunst en Industrie (AKI) te Enschede (1957), een uitbreiding van het hoofdkantoor van de IJsselmij te Zwolle (1975), kantoren, kerken, winkelcentra, andere scholen en een groot aantal woningen.
Toch stond sinds de vroege jaren vijftig in Nicolaï's werk Emmen centraal. Gedurende een drietal decennia realiseerde hij daar en in de omgeving vele honderden woningen en andere gebouwen, zoals de Gereformeerde Kerk Schoonebeek (1949), de woningen aan de Julianalaan en de Hankenhofweg in Schoonebeek, de Christelijke HBS (1950), het City Theater (1952), Rijkskweekschool Boermarkeweg (1960) in Emmen, bejaardencentrum De Schans (1968), de Apolloflats (1968-1974) en Winkelcentrum Emmerhout met de Woontoren Emmerhout. Daarnaast werden er verschillende scholen van zijn hand gebouwd, waaronder De Eekharst (1969-1970). Ook ontwierp hij de Nijkampen, een onderdeel van de in de jaren zeventig gerealiseerde uitbreidingswijk Emmermeer. 

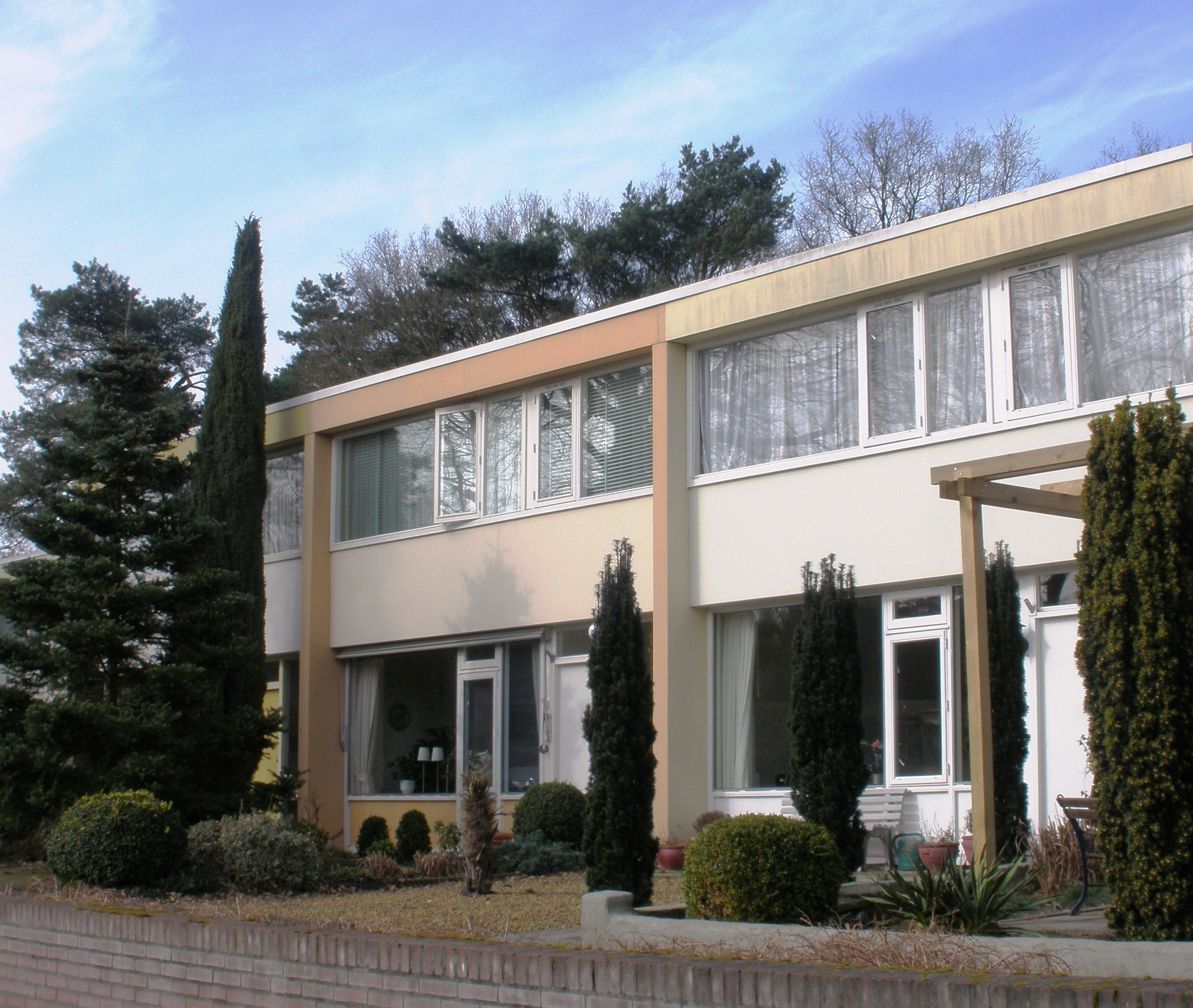
Woningen in Emmerhout in 2012

Internationaal bekend werd Nicolaï met zijn ontwerp voor het centrum van de autoluwe wijk Emmerhout, die in diezelfde tijd tot stand kwam. Voor zijn inmiddels samen met A.A. Oosterman en J.J. Sterenberg gevormde Architectengroep Emmerhout leidde dit tot allerlei opdrachten buiten Emmen.
Nicolaï's laatst gebouwde werk was een regiokantoor van de ABN AMRO te Apeldoorn (1980). Als gevolg van financiële problemen waarin zijn architectenbureau was terechtgekomen, stelde de opdrachtgever echter een ander bureau aan als uitvoerder.

#### Latere jaren
Na zijn pensionering legde Nicolaï zich toe op het uittypen van door zijn vrouw geschreven werk, waaronder architectuurtheoretische beschouwingen, verslagen die ze van hun vele reizen door vooral Zuid-Europa had gemaakt, sprookjes en haiku's. Ook bezocht hij een groot aantal van zijn eigen werken en beschreef hij de ontwerpbeslissingen die hij in verband daarmee had gemaakt. Nicolaï overleed in 2001 op 87-jarige leeftijd in Verzorgingshuis Zuidermarke aan de Wilhelminastraat in Emmen.

## Stijl
Nicolaï werd, mede als gevolg van zijn werkzaamheden bij Zanstra, Giesen en Sijmons, in zijn denkbeelden beïnvloed door de Groep '32. Deze verzameling architecten zette zich al voor de Tweede Wereldoorlog af tegen het nieuwe bouwen en het daarbinnen gehuldigde principe form follows function, dat zij als dogmatisch functionalisme beschouwden. Volgens de Groep '32 moest juist in een bouwontwerp de vormgeving opnieuw meer op de voorgrond komen te staan. Terwijl hij nog studeerde had Nicolaï op discussiebijeenkomsten van de Doornse Leergangen met de uitgangspunten van beide stromingen kennisgemaakt. De eigen stijl die hij op basis hiervan ontwikkelde, vond blijkens zijn onderscheiding met de Prix de Rome al vroeg erkenning.
Nicolaï besteedde veel aandacht aan wooncomfort en (vaak subtiele) details, al had hij tijdens de periode van de naoorlogse Wederopbouw regelmatig te maken met krappe begrotingen en een gebrek aan bouwmaterialen. Op stedenbouwkundig terrein trachtte Nicolaï gebouwen van verschillende hoogtes zodanig af te wisselen, dat een gevarieerd straatbeeld ontstond.

## Eerbetoon
- 1946 - Zilveren medaille Prix de Rome
- 1971 - Benoemd tot Ridder in de Orde van de Nederlandse Leeuw
- 1975 en 1979 - Internationale Prijs voor Architectuur van het Nationaal Instituut voor de Volkshuisvesting te Brussel

## Afbeeldingen

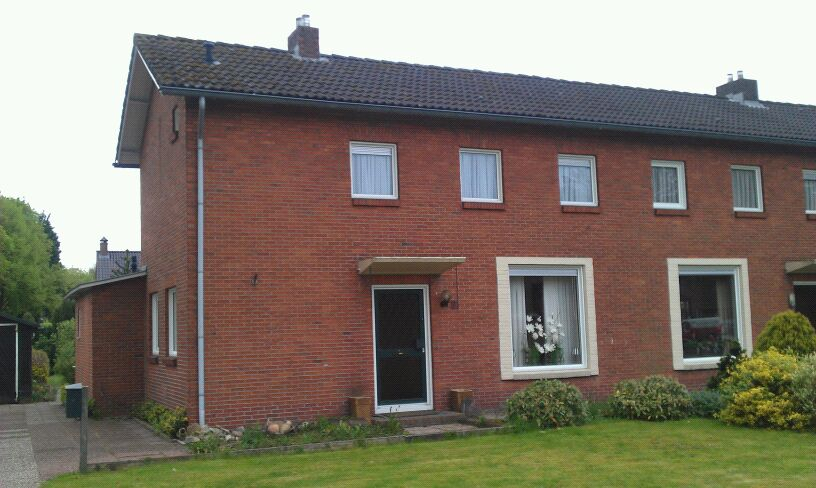
Arbeiderswoningen aan de Julianalaan (1949) in Schoonebeek in 2012
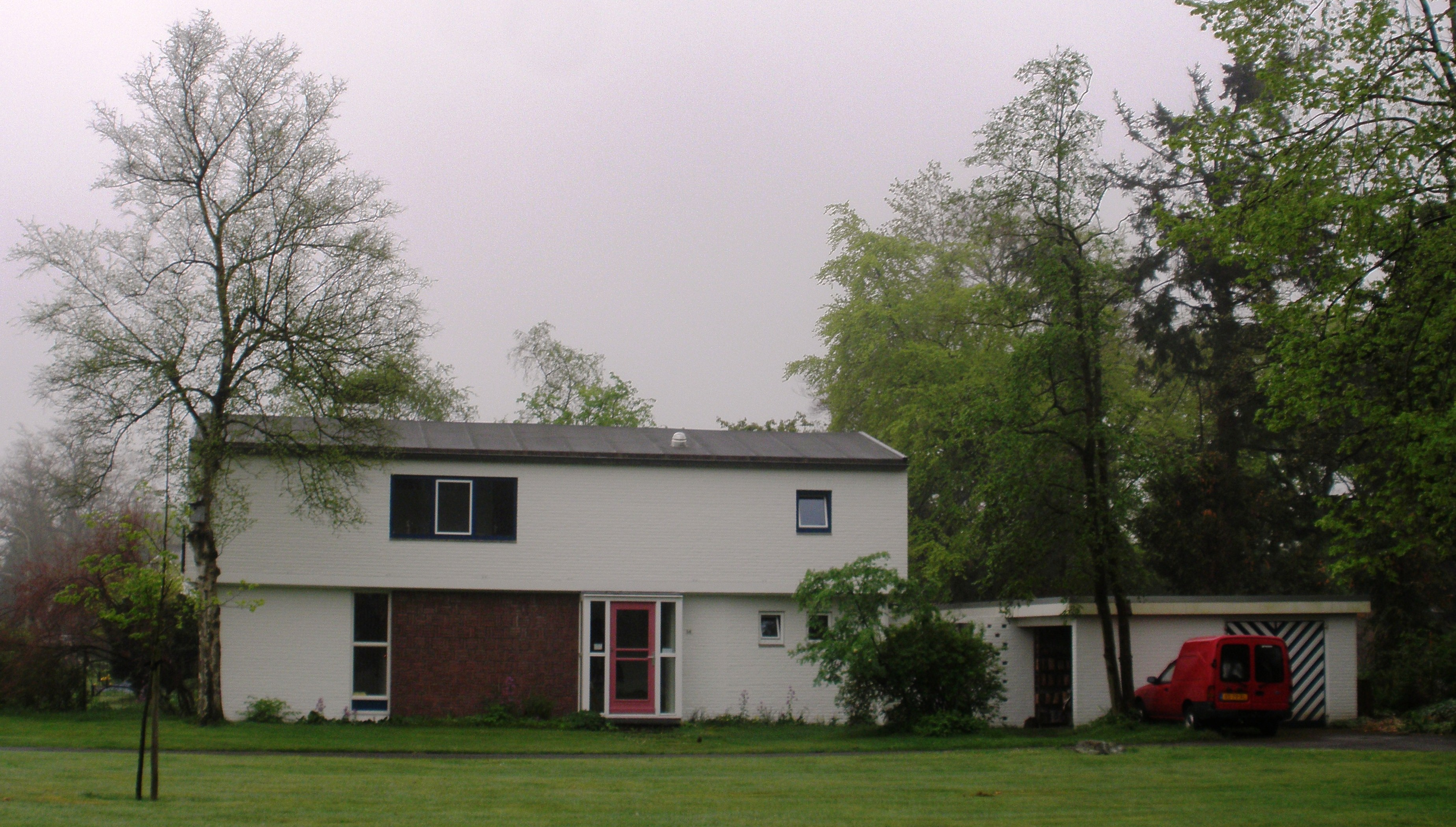
Het door hemzelf ontworpen woonhuis (1958) van Nicolaï en Chaillet aan de Angelsloërdijk in Emmen in 2012
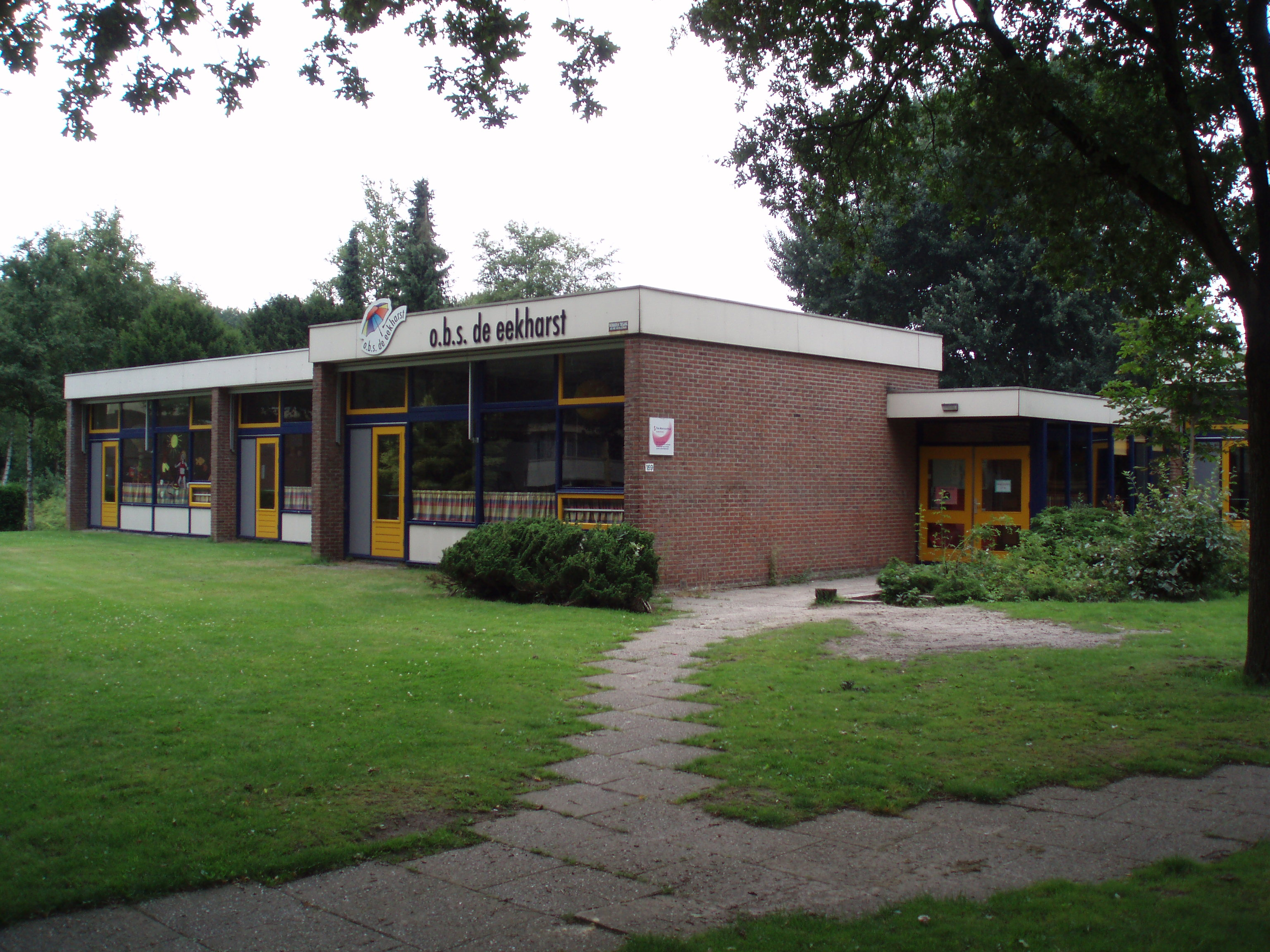
De Eekharst (1968) in Emmerhout in 2008
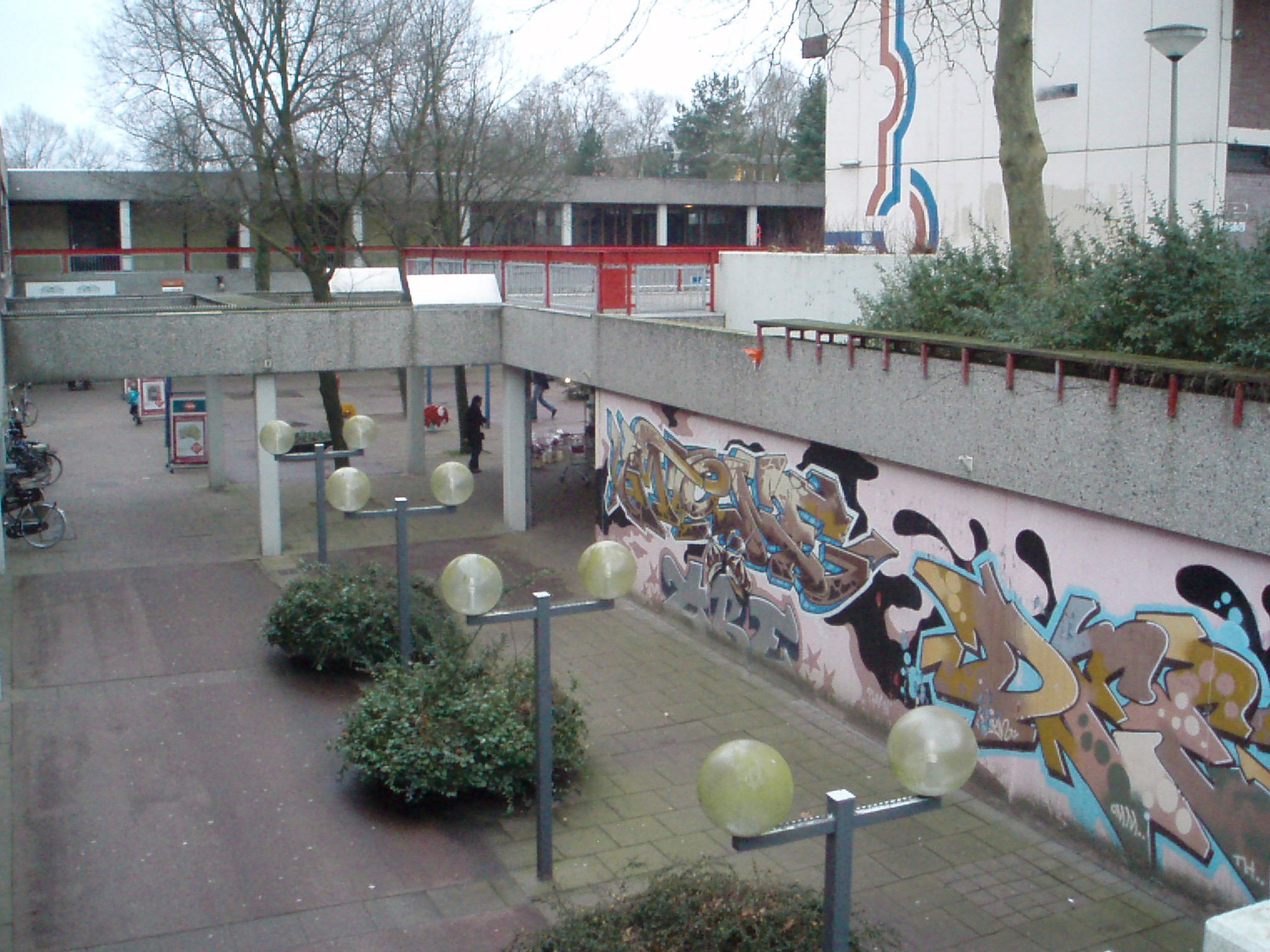
Winkelcentrum Emmerhout (1970) in 2008
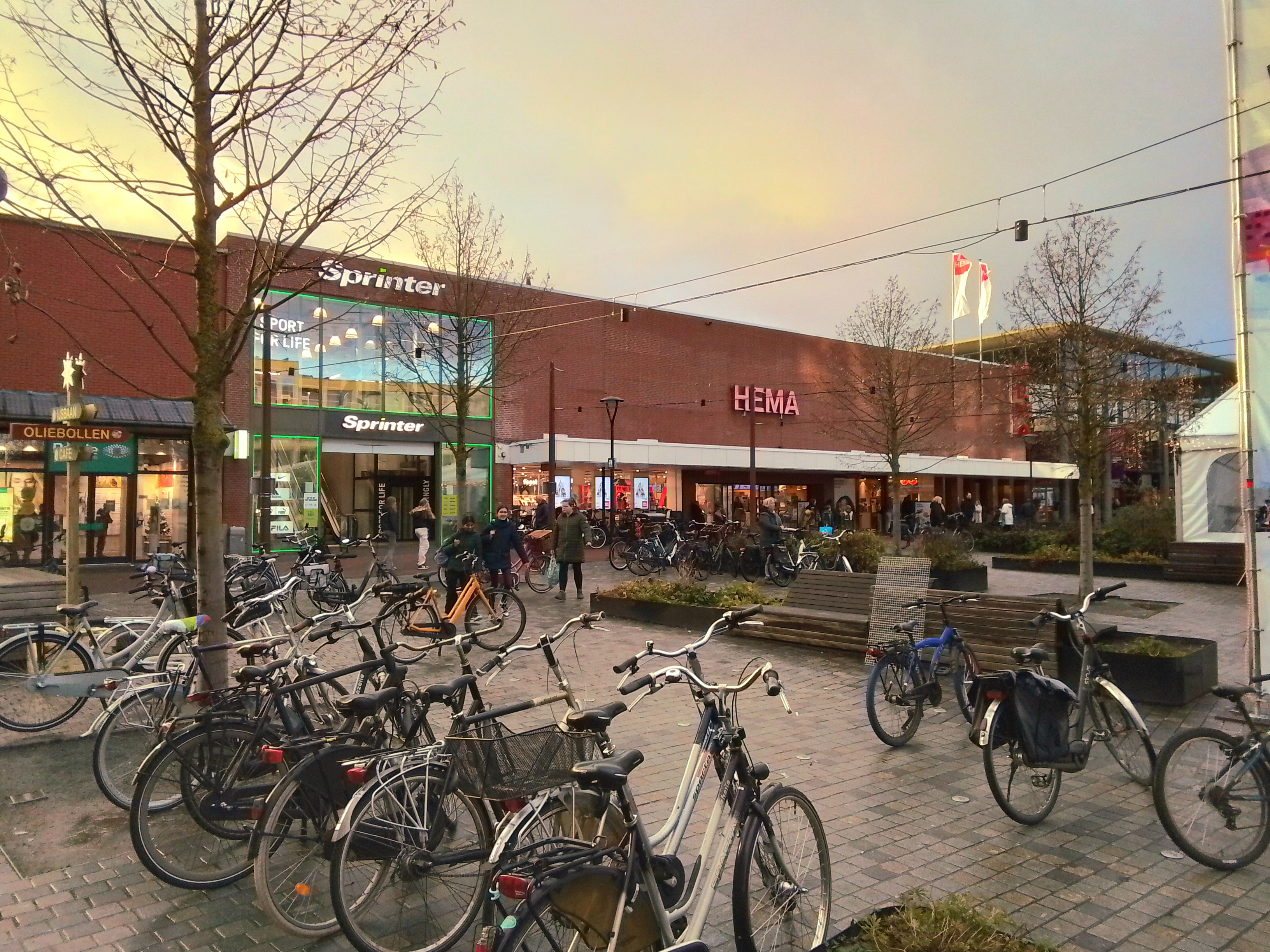
De HEMA (1964) aan het Koopmansplein in Assen in 2023